# Malå
Malå – miejscowość (tätort) w Szwecji, w regionie administracyjnym (län) Västerbotten, siedziba gminy Malå.
Według danych Szwedzkiego Urzędu Statystycznego liczba ludności wyniosła: 2043 (31 grudnia 2015), 2043 (31 grudnia 2018) i 2023 (31 grudnia 2019).